# جونزبرگ (میزوری)
جونزبرگ (به انگلیسی: Jonesburg) یک شهر در ایالات متحده آمریکا است که در شهرستان مونتگومری، میزوری واقع شده‌است. جونزبرگ ۳٫۰۳ کیلومتر مربع مساحت و ۷۶۸ نفر جمعیت دارد و ۲۷۵ متر بالاتر از سطح دریا واقع شده‌است.